# Svatobořice-Mistřín
Svatobořice-Mistřín (německy Swatoborschitz-Mistersing) je obec v okrese Hodonín v Jihomoravském kraji. Leží čtyři kilometry jihozápadně od Kyjova. Žije zde přibližně 3 500 obyvatel. Od roku 2002 je součástí Mikroregionu Nový Dvůr. Sousedními obcemi sídla jsou Strážovice, Sobůlky, Skoronice, Šardice, Hovorany, Milotice, Dubňany a Kyjov. Jedná se o vinařskou obec na Slovácku ve vinařské oblasti Morava, podoblasti Slovácké (viniční tratě Stará hora, Vinohrady, Újezd, Žitné hony, Čtvrtky, Tabule, Losky, Hampíse, Příčky od Kyjova, Přední nivy, Hušpery).
Název Svatobořic se odvozuje od borovicového háje svaté boří, kde údajně mohlo být posvátné pohanské místo. Mistřín se pravděpodobně odvozuje od bulharského jména Mitrov.

## Historie
Obec vznikla v roce 1964 sloučením dvou samostatných vesnic Svatobořic a Mistřína, z nichž každá má vlastní historii. Svatobořice se poprvé připomínají roku 1349, když Bolek z Otaslavic prodal část vsi Markvartovi z Morkovic.
Mistřín se zmiňuje roku 1228 jako majetek velehradského kláštera. Ves tenkrát stála v místech nazývaných dnes Staré Mistříny, asi jeden kilometr severozápadně od současného Mistřína. Během česko-uherských válek v 15. století byla vesnice zničena a znovuvybudována jižněji jako Nový Mistřín, o kterém se poprvé píše v roce 1536. Znovu byla obec vypálena 1. července 1605 při vpádu Bočkajovců. Zcela zničena byla během třicetileté války. Kolem roku 1656 byla obec vystavěna potřetí a to na současném místě.
Od roku 1996 se zde vždy v červenci pravidelně koná Mezinárodní folklorní festival.

## Samospráva
Zastupitelstvo obce má patnáct členů a rada obce pět členů. Voleb do zastupitelstva v říjnu 2010 se účastnilo 1 549 (tj. 53,65 %) voličů. Ve volbách zvítězilo místní uskupení Sdružení nezávislých kandidátů Svatobořice-Mistřín které získalo 29,99 % hlasů a pět mandátů v zastupitelstvu, dále Sdružení nezávislých kandidátů Patnáctka pro občany (18,91 %, 3 mandáty), Hasiči ku pomoci i ku prospěchu (17,9 %, 3 mandáty), KDU-ČSL (17,25 %, 2 mandáty) a KSČM (15,95 %, 2 mandáty).
Do obecní rady zastupitelstvo zvolilo tři členy ze Sdružení nezávislých kandidátů Svatobořice-Mistřín, jednoho ze Sdružení nezávislých kandidátů Patnáctka pro občany a jednoho ze sdružení Hasiči ku pomoci i ku prospěchu. Starostou byl zvolen Ing. Mgr. František Měchura (Sdružení nezávislých kandidátů Patnáctka pro občany) a místostarostkou Ing. Terezie Čičáková (Hasiči ku pomoci i ku prospěchu). Na ustavujícím zasedání zastupitelstva 4. listopadu 2014 byl starostou zvolen Ing. Miroslav Veselý.

## Obyvatelstvo
Dle sčítání lidu v roce 2011 žilo v obci 3 419 obyvatel, z nichž se 1 446 (42,3 %) přihlásilo k české národnosti, 998 (29,2 %) k moravské, 33 (1 %) ke slovenské a 3 k polské. 735 (21,5 %) obyvatel svou národnost neuvedlo.
V roce 2011 se 1 463 (42,8 %) obyvatel označilo za věřící, 1 150 (33,6 %) se jich přihlásilo k Římskokatolické církvi, čtyři k Církvi československé husitské, dva ke Svědkům Jehovovým a jeden k Českobratrské církvi evangelické. 632 (18,5 %) obyvatel se označilo jako bez náboženské víry a 1 324 (38,7 %) na otázku víry neodpovědělo. Místní farnost s kostelem Navštívení Panny Marie je součástí kyjovského děkanátu.
V obci bylo 1 112 domů, z toho 1 088 rodinných.
| Rok  | Počet obyvatel | Počet domů |
| ---- | -------------- | ---------- |
| 1869 | 1 724          | 395        |
| 1880 | 1 861          | 453        |
| 1890 | 1 969          | 476        |
| 1900 | 2 337          | 509        |
| 1910 | 2 686          | 565        |
| 1921 | 2 964          | 636        |
| 1930 | 3 823          | 746        |
| 1950 | 3 069          | 791        |
| 1961 | 3 521          | 838        |
| 1970 | 3 593          | 891        |
| 1980 | 3 646          | 924        |
| 1991 | 3 486          | 1 053      |
| 2001 | 3 483          | 1 058      |
| 2011 | 3 419          | 1 112      |
| 2021 | 3 304          | 1 141      |

## Obecní správa

### Části obce
- Mistřín
- Svatobořice

### Obecní symboly
Znak a vlajka byly obci uděleny rozhodnutím předsedy Poslanecké sněmovny Parlamentu České republiky dne 18. listopadu 1998.

## Doprava
S okolím má obec autobusové spojení linkami číslo 663 z Kyjova do Hodonína a číslo 662 z Kyjova do Čejče. K roku 2015 se na území obce nacházelo celkem sedm zastávek (mlýn, Mistřín, škola, kulturní dům, železniční stanice, restaurace a textilka). Z Kyjova je navíc přímé železniční spojení s Brnem po trati číslo 340 (tzv. Vlárská dráha), z Hodonína po trati číslo 330 s Břeclaví a Přerovem.
Obcí prochází silnice II/422 a z Mistřína do Hodonína vede silnice II/431. Podle celostátního sčítání dopravy projelo v roce 2010 po silnici II/422 od Kyjova v průměru 6 003 vozidel denně (z toho 5 082 osobních, 862 těžkých nákladních a 59 jednostopých motorových vozidel). Po silnici II/431 od Dubňan projelo za 24 hodin úhrnem 3 664 vozidel.
V letech 1900–2009 vedla ve východní části obce železniční trať Kyjov–Mutěnice s nádražím Svatobořice. V roce 2004 byla pravidelná osobní doprava na trati ukončena a o pět let později (roku 2009) trať zrušena. Na jejím původním tělese vznikla během roku 2012 cyklostezka o délce 15 kilometrů spojující Kyjov s Mutěnicemi. Na počátku 20. století (1906) existovaly plány na výstavbu železniční trati ze Svatobořic do Vlkoše, které ovšem nebyly realizovány. Mistřínem prochází zeleně značená turistická trasa, která vede většinou polními cestami k okolním obcím.

## Pamětihodnosti
- Pozdně barokní kostel Navštívení Panny Marie z roku 1743
- Zvonice v Hlavní ulici z roku 1719 se slunečními hodinami je nejstarší stavbou v obci. Ve spodní části zvonice se nachází kaple svatého Rocha a svaté Rozálie. V roce 1996 byla zvonice opravena a na její jižní zdi vyhotoveny sluneční hodiny. Při další rekonstrukci v roce 2016 byly hodiny odstraněny a zbourán také sousední domek z roku 1903, který původně sloužil místnímu hasičskému sboru.[14]
- Dvě kamenné hlavy s podobou starověkého římského boha Januse se dvěma tvářemi z poloviny 17. století, místními nazývané svatoborské opice
- Socha sv. Floriana z roku 1745 od vídeňského sochaře Jakoba Christopha Schletterera (1699–1774)
- Socha svaté Anny z roku 1791 od brněnského sochaře Ondřeje Schweigla (1735–1812)
- Internační tábor z první a druhé světové války. Dne 7. října 2017 byl na jeho místě otevřen památník a muzeum.[15]

## Osobnosti
- Josef Macur (1928–2008), právník, děkan Právnické fakulty Univerzity Jana Evangelisty Purkyně
- Vladimír Vašíček (1919–2003), akademický malíř, rodák z Mistřína[16]

## Galerie

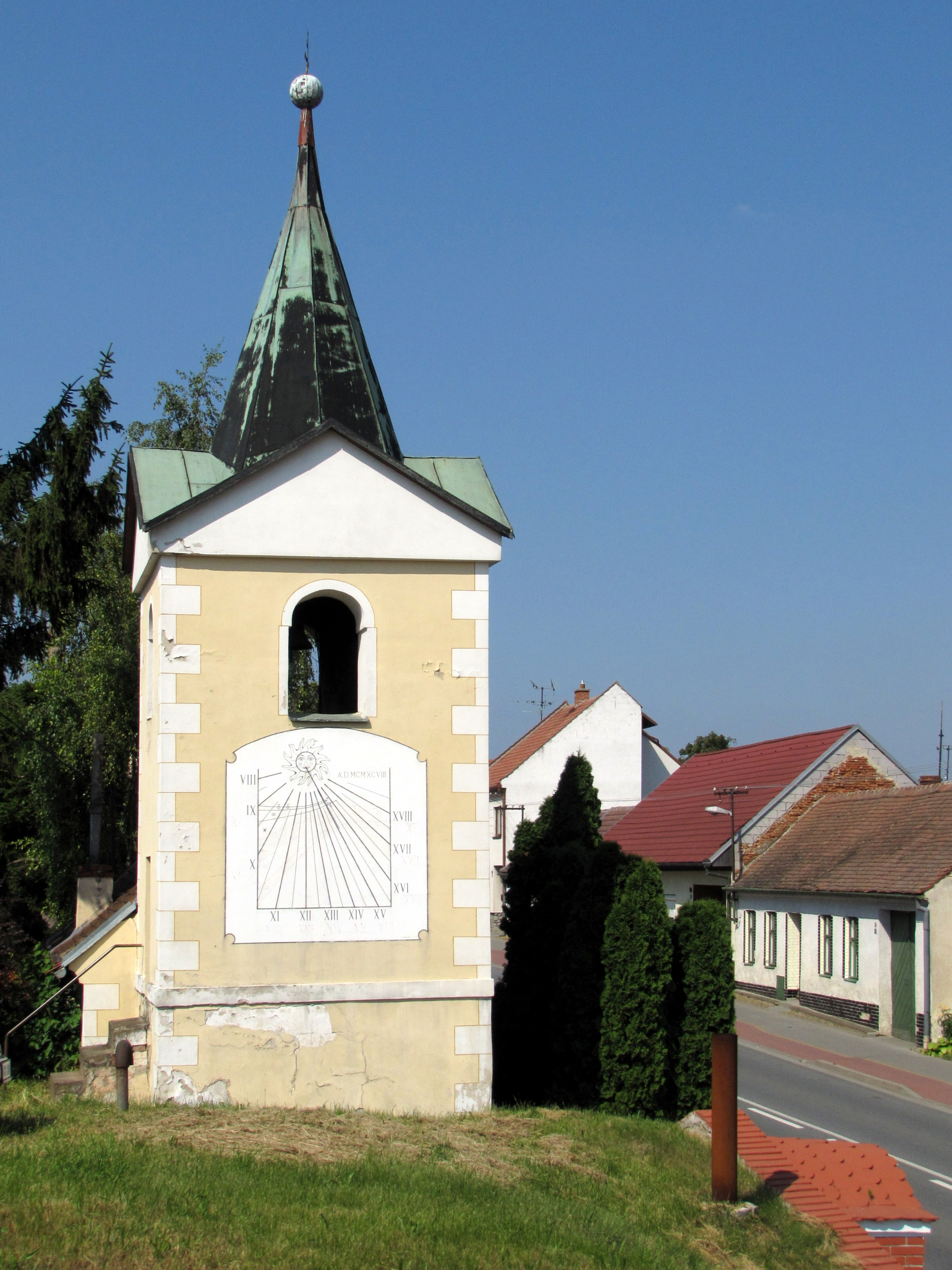
Zvonice
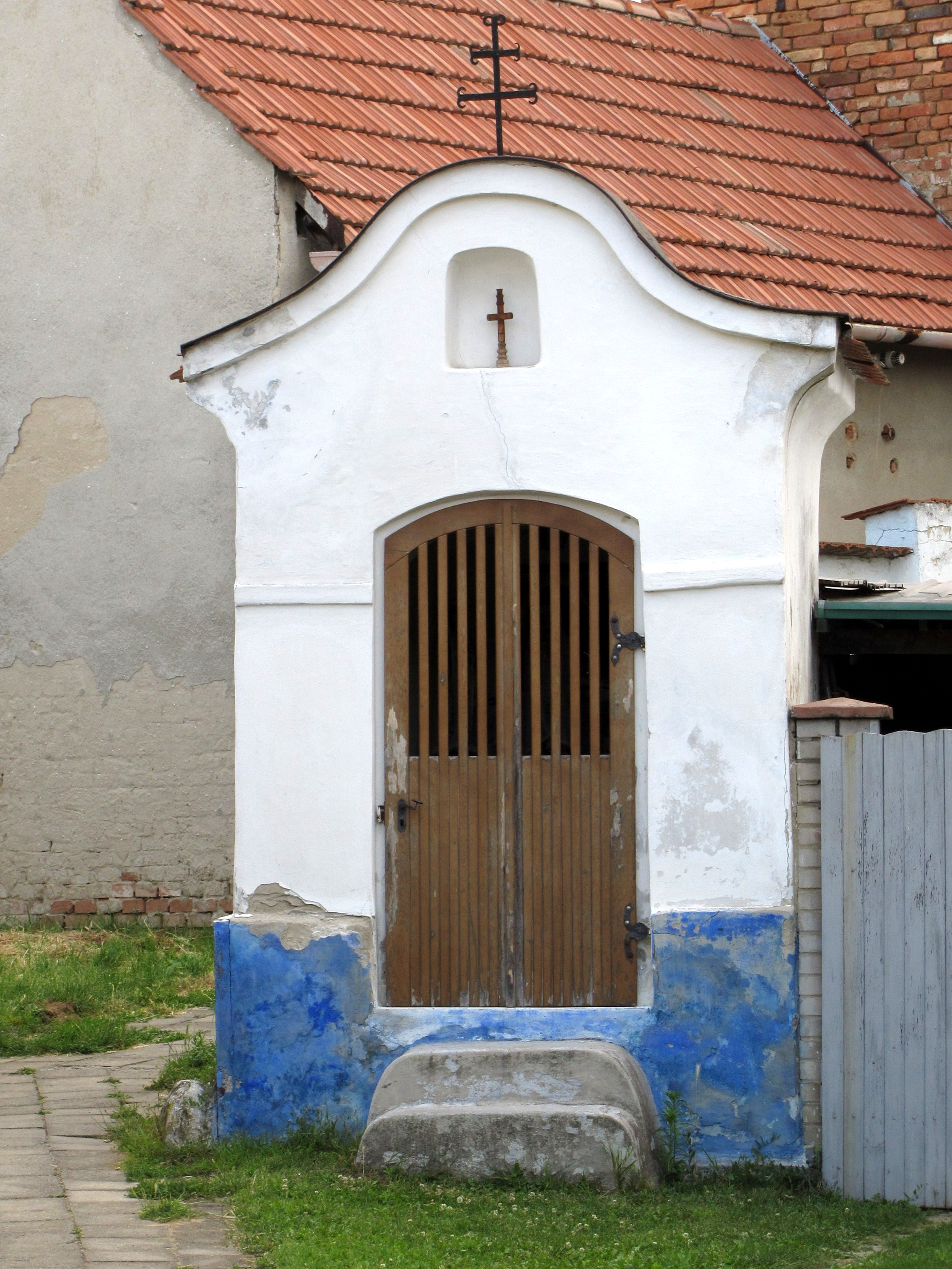
Kaple
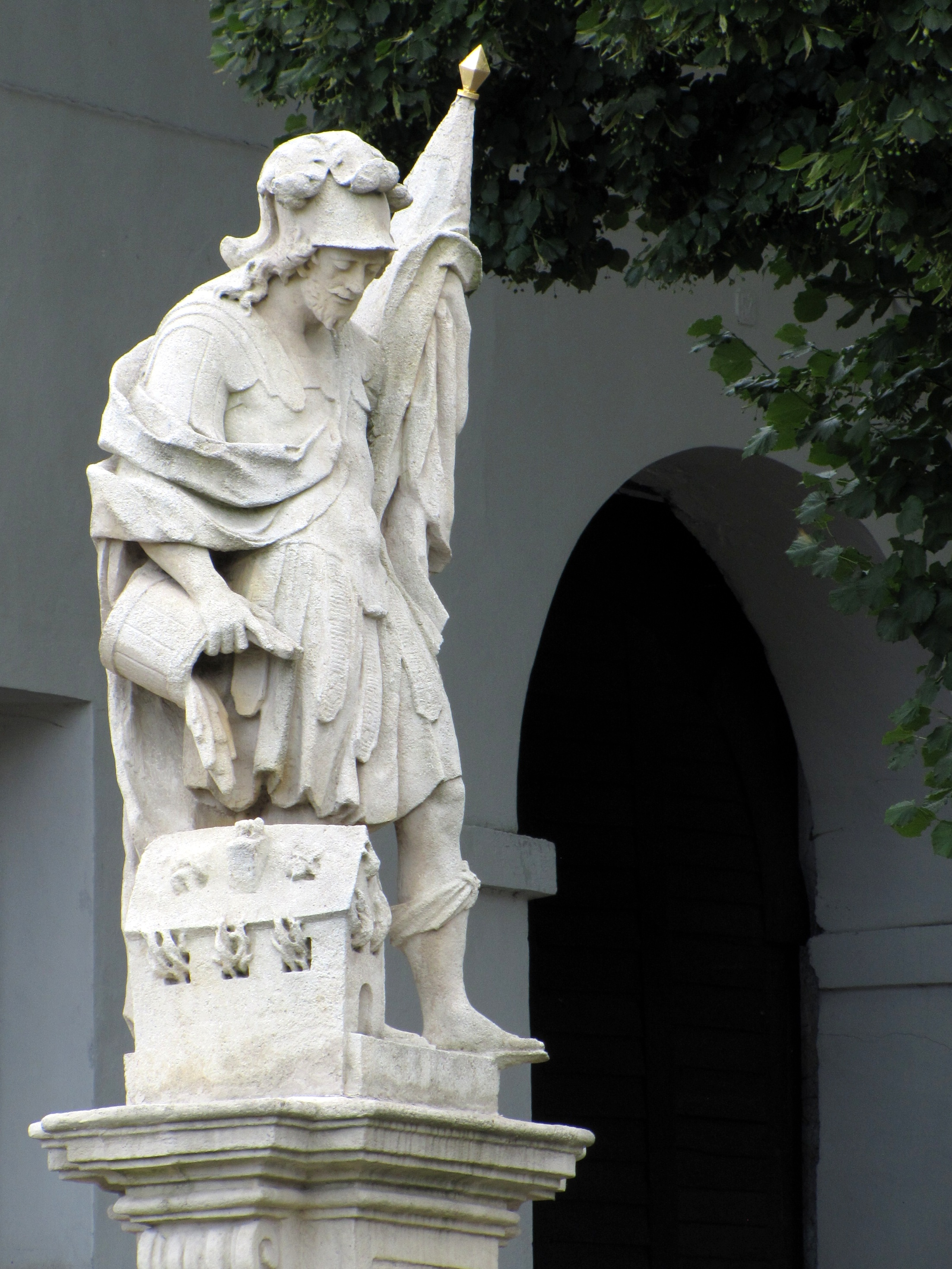
Svatý Florian
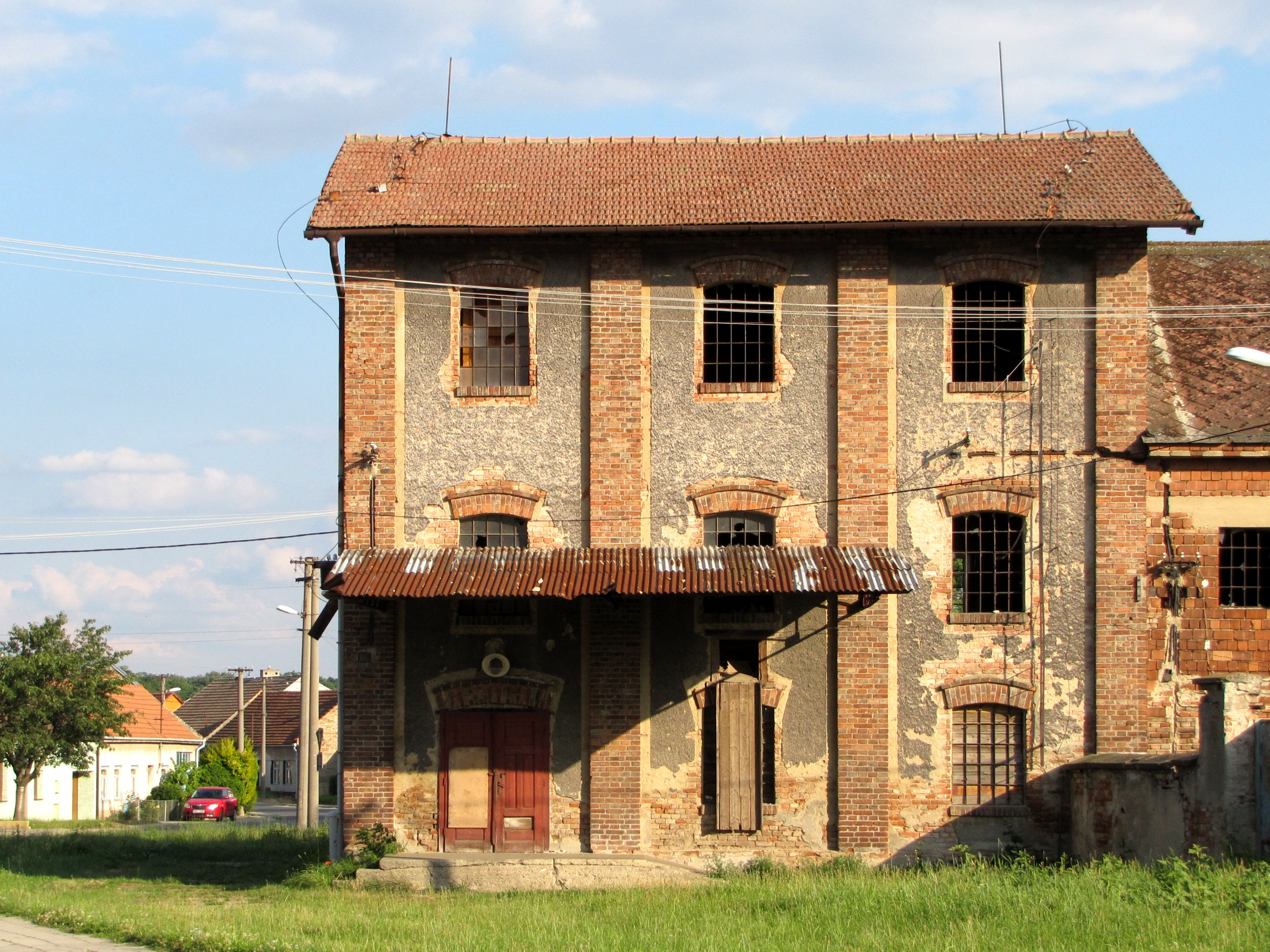
Bývalý mlýn
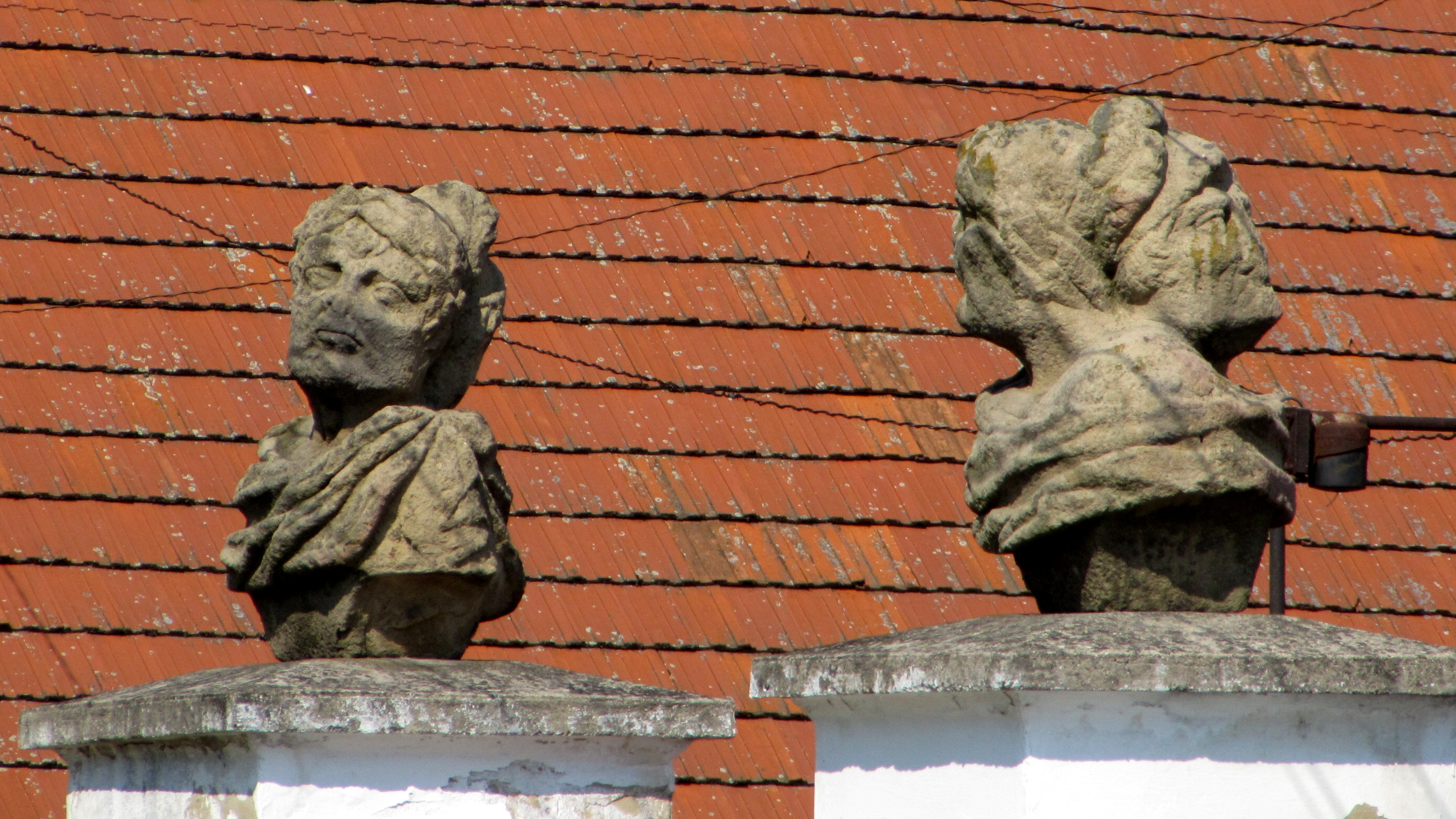
Sochy Januse
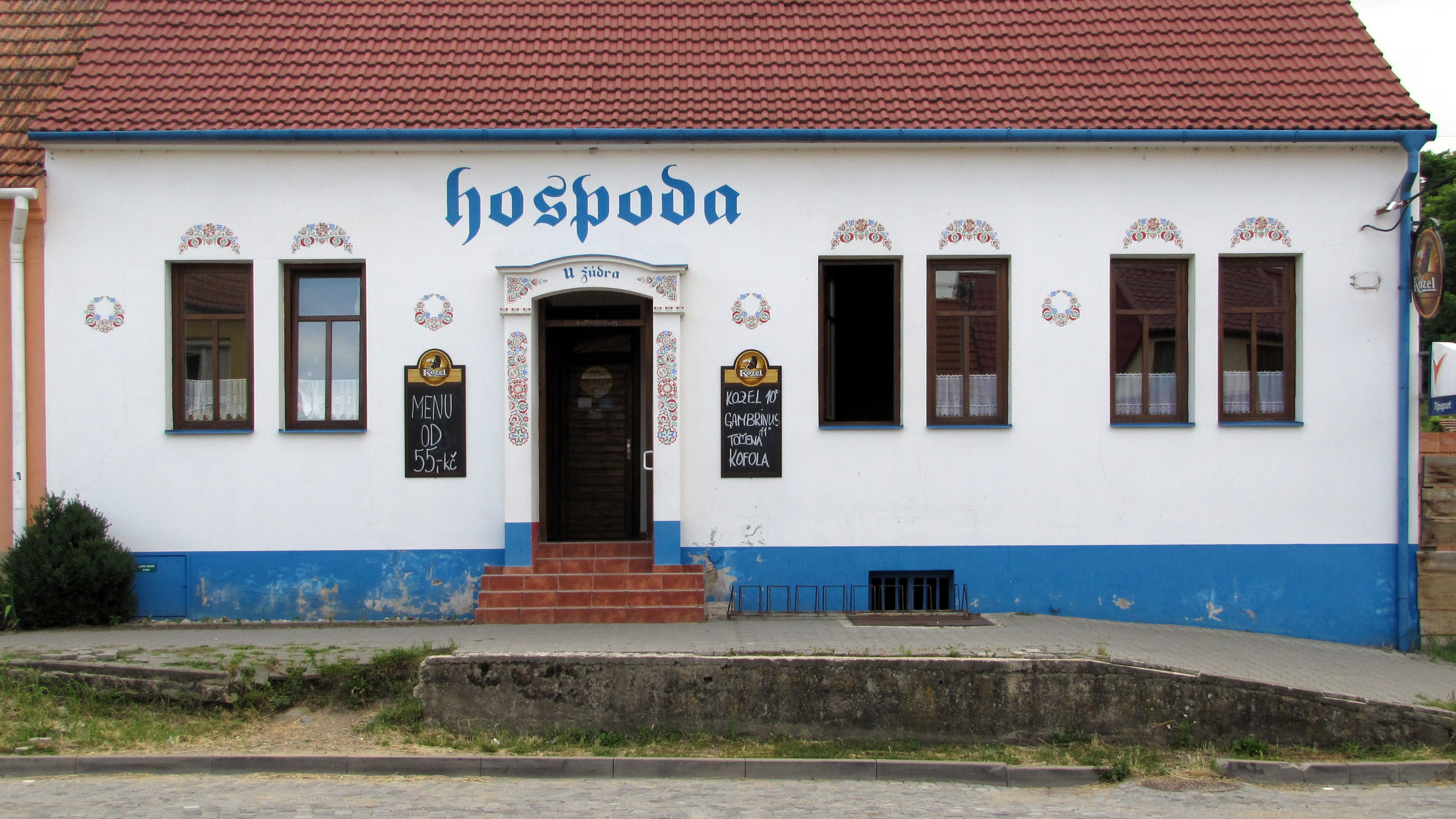
Hospoda U Žúdra
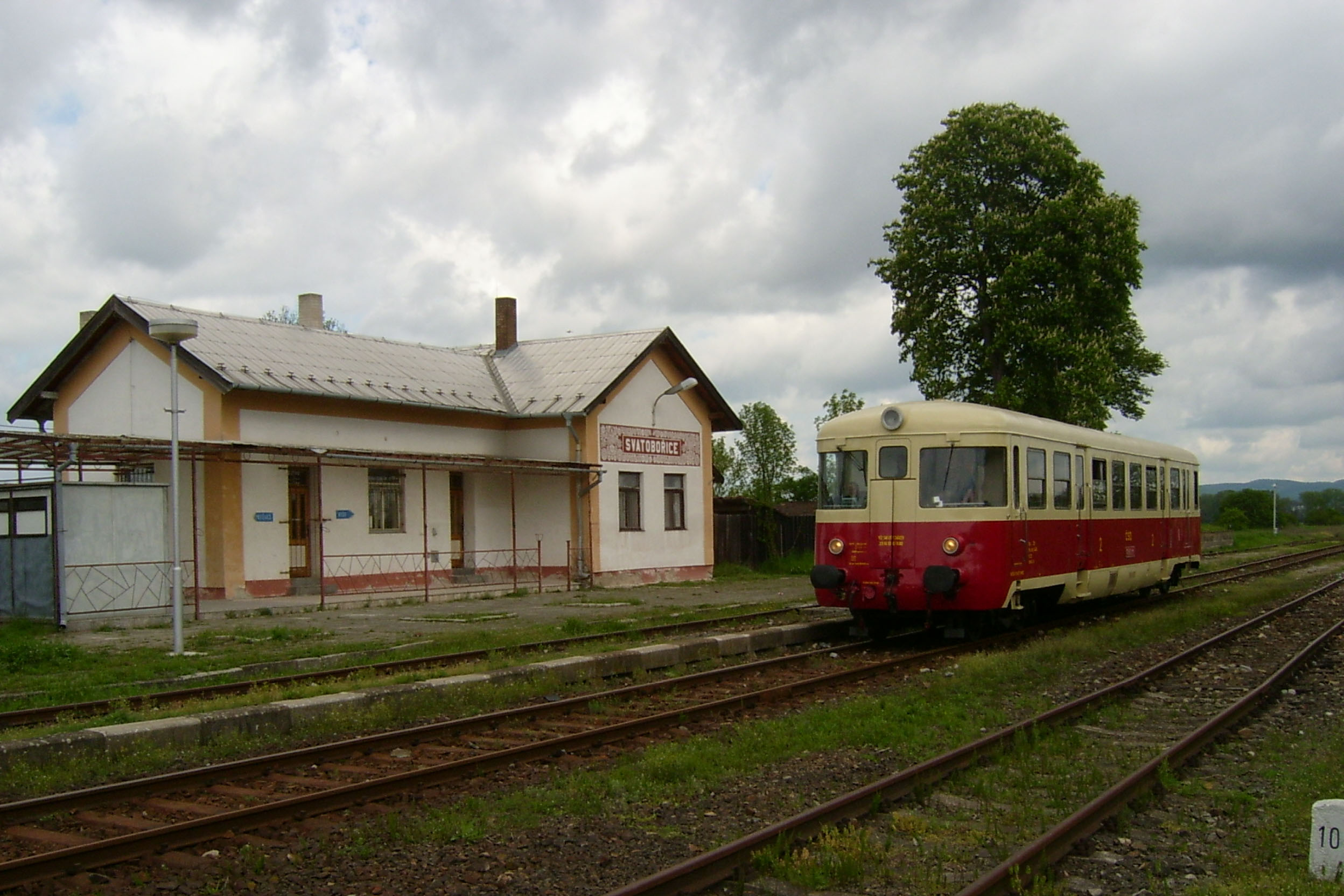
Bývalé vlakové nádraží
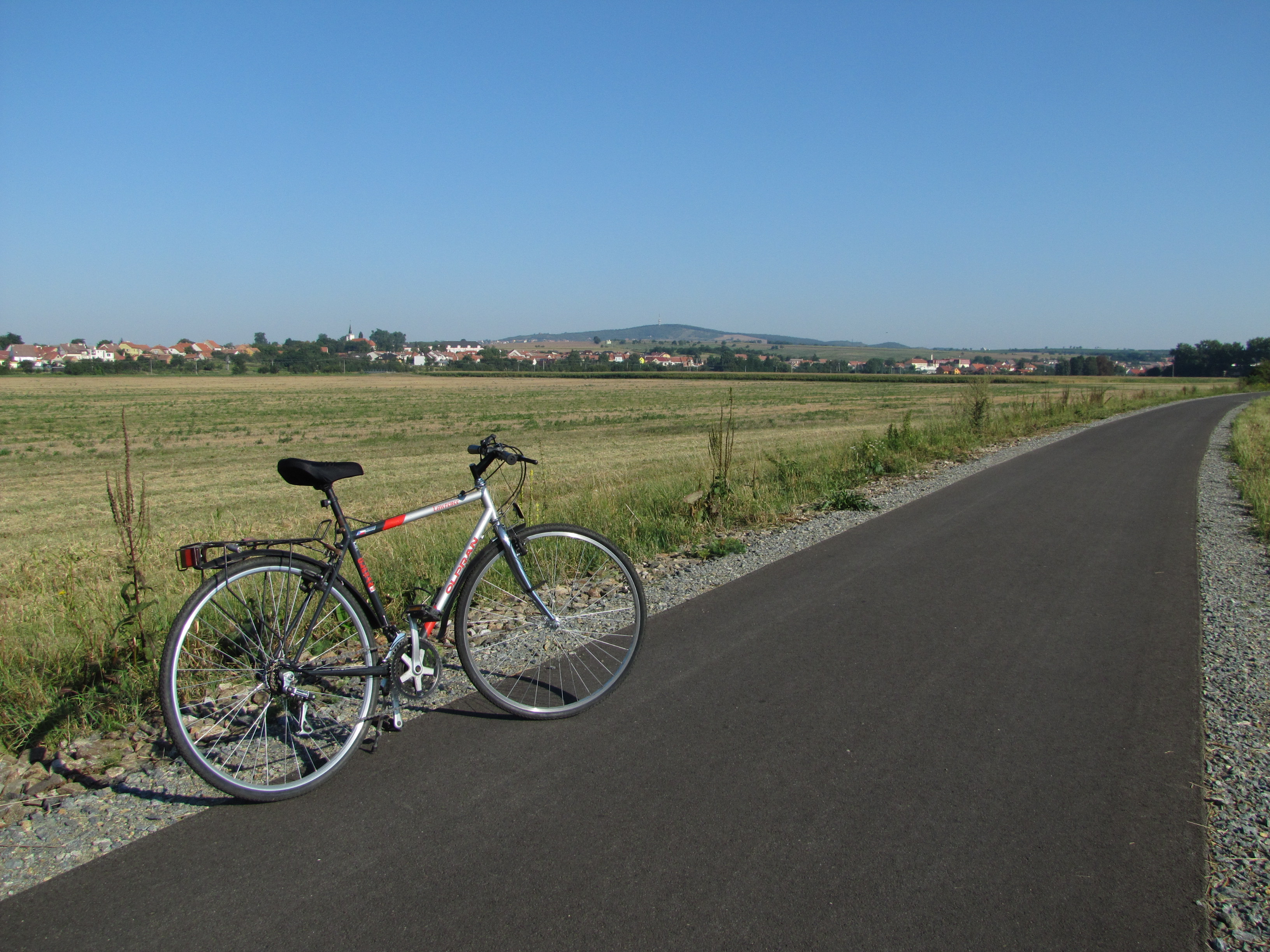
Cyklostezka na zrušené trati